# Désiré Maroille
Aurèle Désiré Maroille, né le 23 novembre 1862 à Frameries (Hainaut) et mort le 12 juillet 1919 à Heer-Agimont (Province de Namur), est un homme politique socialiste wallon du Parti ouvrier belge (POB).

## Jeunesse et adhésion au mouvement socialiste
Orphelin à l'âge de 2 ans, Désiré Maroille travailla à la mine de l'âge de 11 ans à 15 ans, il travailla ensuite comme employé puis comme représentant de commerce chez son oncle commerçant. Devenu socialiste et athée, il s'engage dès le début des années 1880 dans le mouvement ouvrier, il devient vendeur de journaux et distribue notamment La Voix de l'Ouvrier hebdomadaire socialiste fondé en 1878 par Louis Bertrand dont il est le correspondant pour le Borinage. Maroille est l'un des dirigeants de premier plan de la grève générale des mineurs borains en janvier-mars 1885 après l'arrestation d'Elisée Fauvieau. Au niveau local, il dirige aussi l'importante coopérative ouvrière de Frameries fondée en septembre 1885 où il se lia d'amitié avec Firmin Piérard et Alexis Andry. Il sera aussi à l'avant-garde lors de la grande grève générale de mars-avril 1886.

## Vie politique
Dirigeant du Parti socialiste républicain (PSR, 1887-1889) d'Alfred Defuisseaux, il lutta aux côtés de ce dernier dont il devint l'homme de confiance et le véritable organisateur du mouvement socialiste dans le Borinage. Maroille fut l'un des 27 accusés du procès dit du « Grand complot » qui se tint en mai 1889 devant la cour d'assises du Hainaut. Les accusés seront tous acquittés, le rôle des mouchards (Laloi) et d'agents provocateurs (Pourbaix) de la Sureté de l'État ayant été mis au grand jour par les avocats de la défense tels Paul Janson et Jules Destrée.
Il fut élu conseiller communal de Frameries dès 1890. Réélu en 1896, il devint premier échevin faisant fonction de bourgmestre au sein d'une coalition avec l'aile progressiste ou radicale du Parti libéral. En raison de ses convictions républicaines, Maroille refusa de prêter serment de fidélité au roi, il ne sera officiellement nommé par le roi qu'en mars 1919.
Dirigeant central du Parti ouvrier belge (POB), il fut président du comité exécutif de la fédération socialiste républicaine boraine du POB jusqu’à son décès, Maroille s'impliqua aussi au sein du mouvement wallon, Émile Vandervelde le qualifiait même de « wallingant farouche ». Il s'abstint notamment, comme tous les parlementaires borains, lors du vote final de la loi Cooreman-Devriendt qui faisait du néerlandais une langue officielle de l'État belge. Maroille fut l’un des membres fondateurs de l’Assemblée wallonne mise en place après le Congrès wallon de 1912. Sorte de Parlement wallon informel, l’Assemblée wallonne réunit les délégués de tous les groupements d’action wallonne ainsi que les parlementaires élus dans les arrondissements wallons ainsi que des élus provinciaux et locaux.
Il fut élu à la Chambre des Représentants le 14 octobre 1894 avec les frères Defuisseaux, Alphonse Brenez, Arthur Bastien et Henri Roger. Ce fut la première fois que des candidats du Parti ouvrier belge furent élus. Cette victoire a été remportée grâce à la réforme électorale qui donna, à cette époque, le droit de vote à tous les citoyens adultes de sexe masculin. Désiré Maroille restera député jusqu'à son décès en 1919, il fut remplacé par Camille Moury.
Secrétaire régional du Syndicat des Mineurs, il en fut brièvement Secrétaire national de la Fédération nationale des mineurs belges où il représentait le bassin minier du Borinage, il y fut remplacé par Achille Delattre.
Durant la Première Guerre mondiale et l'occupation allemande, Désiré Maroille fut membre du Comité provincial de Secours et d'Alimentation. Sollicité par divers militants wallons voulant tirer profit de la politique de séparation administrative mise en place par l’occupant allemand en mars 1917, Maroille opposera une fin de non-recevoir à ces démarches.
Il mourut le 12 juillet 1919 des suites d'une longue maladie. Après son décès, Frameries lui dédia une rue ainsi qu'un monument.